# Emporia (geslacht)
Emporia is een geslacht van vlinders van de familie snuitmotten (Pyralidae), uit de onderfamilie Phycitinae.

## Soorten
- E. grisescens Ragonot, 1887
- E. melanobasis Balinsky, 1991